# Echinacanthus lofouensis
Echinacanthus lofouensis är en akantusväxtart som först beskrevs av H. Lév., och fick sitt nu gällande namn av John Richard Ironside Wood. Echinacanthus lofouensis ingår i släktet Echinacanthus och familjen akantusväxter. Inga underarter finns listade i Catalogue of Life.